# 3-D The Catalogue
3-D The Catalogue è un boxset di album dal vivo del gruppo musicale tedesco Kraftwerk, pubblicato nel 2017.
Il disco ha vinto il Grammy Award al miglior album dance/elettronico nell'ambito dei Grammy Awards 2018.

## Tracce
Disco 1: Autobahn
1. Autobahn – 14:29
2. Kometenmelodie 1 – 5:29
3. Kometenmelodie 2 – 3:30
4. Mitternacht – 2:12
5. Morgenspaziergang – 1:20

Disco 2: Radioactivity (Radio-Aktivität)
1. Geiger Counter ("Geigerzähler") – 0:32
2. Radioactivity ("Radioaktivität") – 6:16
3. Radioland – 5:55
4. Airwaves ("Ätherwellen") – 6:01
5. Intermission ("Sendepause") – 0:25
6. News ("Nachrichten") – 1:15
7. The Voice of Energy ("Die Stimme der Energie") – 0:52
8. Antenna ("Antenne") – 3:36
9. Radio Stars ("Radio Sterne") – 2:18
10. Uranium ("Uran") – 1:26
11. Transistor – 1:14
12. Ohm Sweet Ohm – 2:58

Disco 3: Trans-Europe Express (Trans Europa Express)
1. Trans-Europe Express ("Trans Europa Express") – 3:21
2. Metal on Metal ("Metall auf Metall") – 2:08
3. Abzug – 2:25
4. Showroom Dummies ("Schaufensterpuppen") – 3:40
5. Franz Schubert – 1:12
6. Europe Endless ("Europa Endlos") – 5:52
7. The Hall of Mirrors ("Spiegelsaal") – 5:22

Disco 4: The Man-Machine (Die Mensch-Maschine)
1. The Man-Machine ("Die Mensch-Maschine") – 5:10
2. Spacelab – 5:28
3. Metropolis – 5:46
4. The Model ("Das Model") – 3:39
5. Neon Lights ("Neonlicht") – 5:45
6. The Robots ("Die Roboter") – 7:44

Disco 5: Computer World (Computerwelt)
1. Numbers ("Nummern") – 2:59
2. Computer World ("Computerwelt") – 3:21
3. It's More Fun to Compute – 1:03
4. Home Computer ("Heimcomputer") – 5:08
5. Computer Love ("Computerliebe") – 6:33
6. Pocket Calculator ("Taschenrechner") – 3:26
7. Dentaku – 3:08

Disco 6: Techno Pop
1. Boing Boom Tschak – 2:32
2. Techno Pop – 2:45
3. Music Non Stop ("Musik Non Stop") – 7:44
4. Electric Cafe – 3:51
5. The Telephone Call ("Der Telefon Anruf") – 2:45
6. House Phone – 2:30
7. Sex Object ("Sex Objekt") – 5:30

Disco 7: The Mix
1. The Robots ("Die Roboter") – 7:44
2. Computer Love ("Computer Liebe") – 6:34
3. Pocket Calculator ("Taschenrechner") – 3:26
4. Dentaku – 3:09
5. Autobahn – 14:27
6. Geiger Counter ("Geigerzähler") – 0:31
7. Radioactivity ("Radioaktivität") – 6:16
8. Trans Europe Express ("Trans Europa Express") – 3:21
9. Metal on Metal ("Metall auf Metall") – 2:08
10. Abzug – 2:24
11. Home Computer ("Heimcomputer") – 6:11
12. Boing Boom Tschak – 2:33
13. Techno Pop – 2:46
14. Music Non Stop ("Musik Non Stop") – 7:44
15. Planet of Visions ("Planet der Visionen") – 7:52

Disco 8: Tour de France
1. Tour de France – 4:18
2. Prologue – 0:27
3. Étape 1 – 3:46
4. Chrono – 1:12
5. Étape 2 – 4:59
6. Elektro Kardiogramm – 4:37
7. Aéro Dynamik – 5:59
8. Vitamin – 5:54
9. La Forme – 6:19
10. Régéneration – 0:28